# Edmonton Oilers
Edmonton Oilers és un equip canadenc d'hoquei sobre gel d'Edmonton (Alberta) de la National Hockey League (NHL), juga a la Divisió Nord-oest de la Conferència Oest.
El seu pavelló és el Rexall Place i juga amb jersei i pantalons blaus amb franges taronges i blanques. Mantenen una forta rivalitat amb els Calgary Flames, l'altre equip d'Alberta que juga en aquesta lliga.

## Història
Fundat el 1979 l'equip va tenir en els anys 1980 la seva millor època guanyant 5 Stanley Cup: 1984, 1985, 1987, 1988 i 1990. També ha guanyat el Trofeu dels Presidents com el millor equip de la temporada regular el 1984, 1986 i 1987. El 1983 van perdre la final de la Copa Stanley vençuts pels New York Islanders. I el 2006 la van perdre en el setè partit vençuts pels Carolina Hurricanes.

## Palmarès
Stanley Cup: 5
- 1983–84, l984–85, 1986–87, 1987–88, 1989–90

Trofeu dels Presidents: 2
- 1985–86, 1986–87